# Jardín Botánico Comunal de Lucca

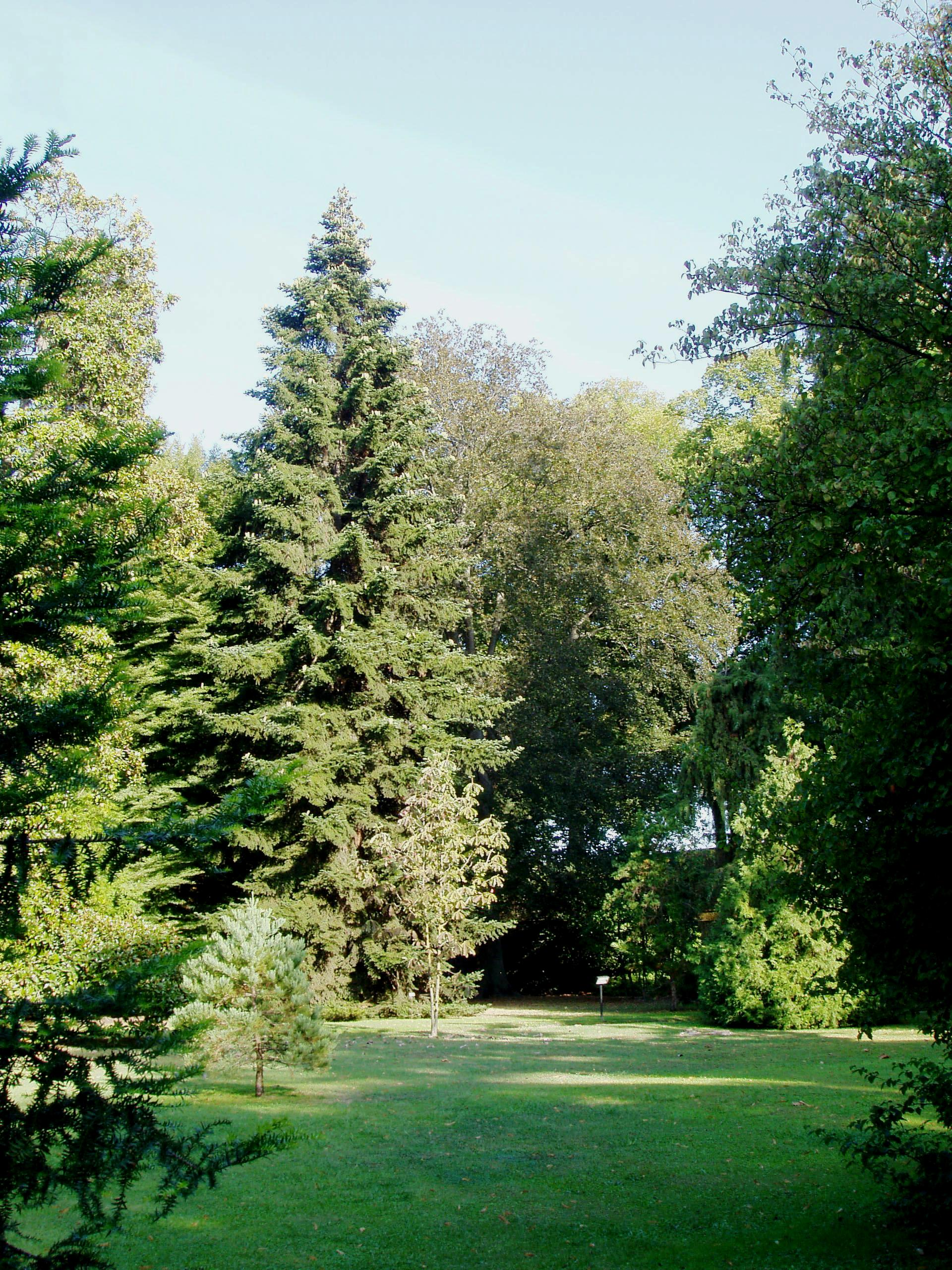
Vista general del jardín botánico.

El Jardín Botánico Comunal de Lucca en italiano: Orto Botanico Comunale di Lucca es un jardín botánico dependiente de la comunidad de Lucca. 

## Localización
Se encuentra en Via del Giardino Botanico, 14, Lucca, Italia, y administrado por el ayuntamiento de la ciudad. 
Está abierto a diario durante los meses cálidos, y las mañanas solamente durante los días de la semana fuera de estación.
Se cobra una tarifa en su entrada.

## Historia
El jardín fue creado en 1820 por María Luisa, Duquesa de Parma, y contiene numerosas plantas maduras de interés botánico.

## Colecciones
El jardín botánico está dividido en dos secciones. Una contiene los jardines propiamente con:
- Arboretum,
- Estanque,
- Jardín sistemático,

La segunda sección del jardín contiene :
- Invernaderos,
- Escuela botánica, y laboratorios
- Museo Botánico "Cesare Bicchi" que contiene un herbario y archivo.

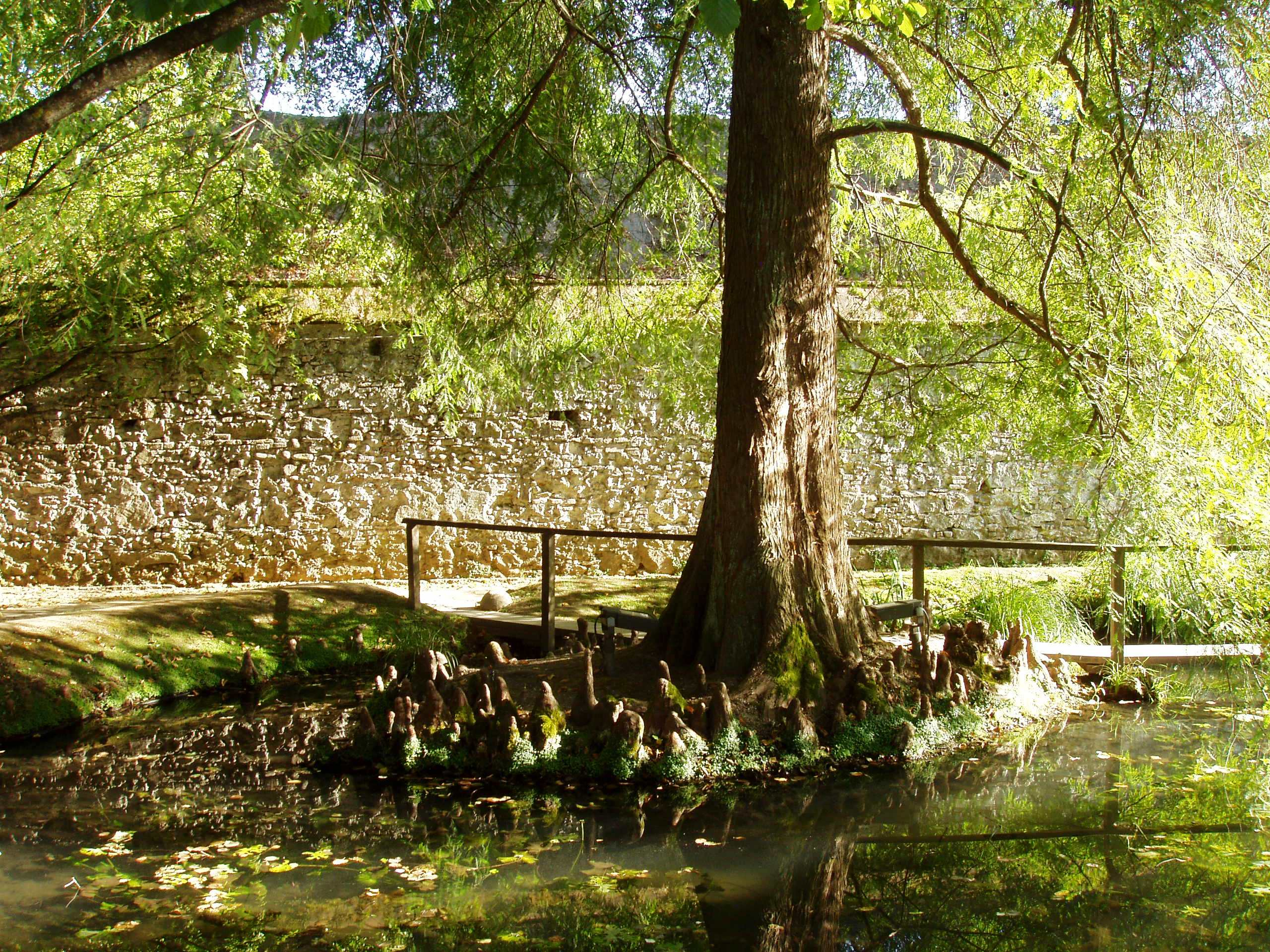
Estanque y muro de la ciudad.